# Fugaci de țărm
Fugaciul de țărm (Calidris alpina) este o pasăre circumpolară migratoare limicolă de talie mică din familia scolopacidelor (Scolopacidae), ordinul caradriiformelor (Charadriiformes). În România este o pasăre de pasaj.

## Descrierea

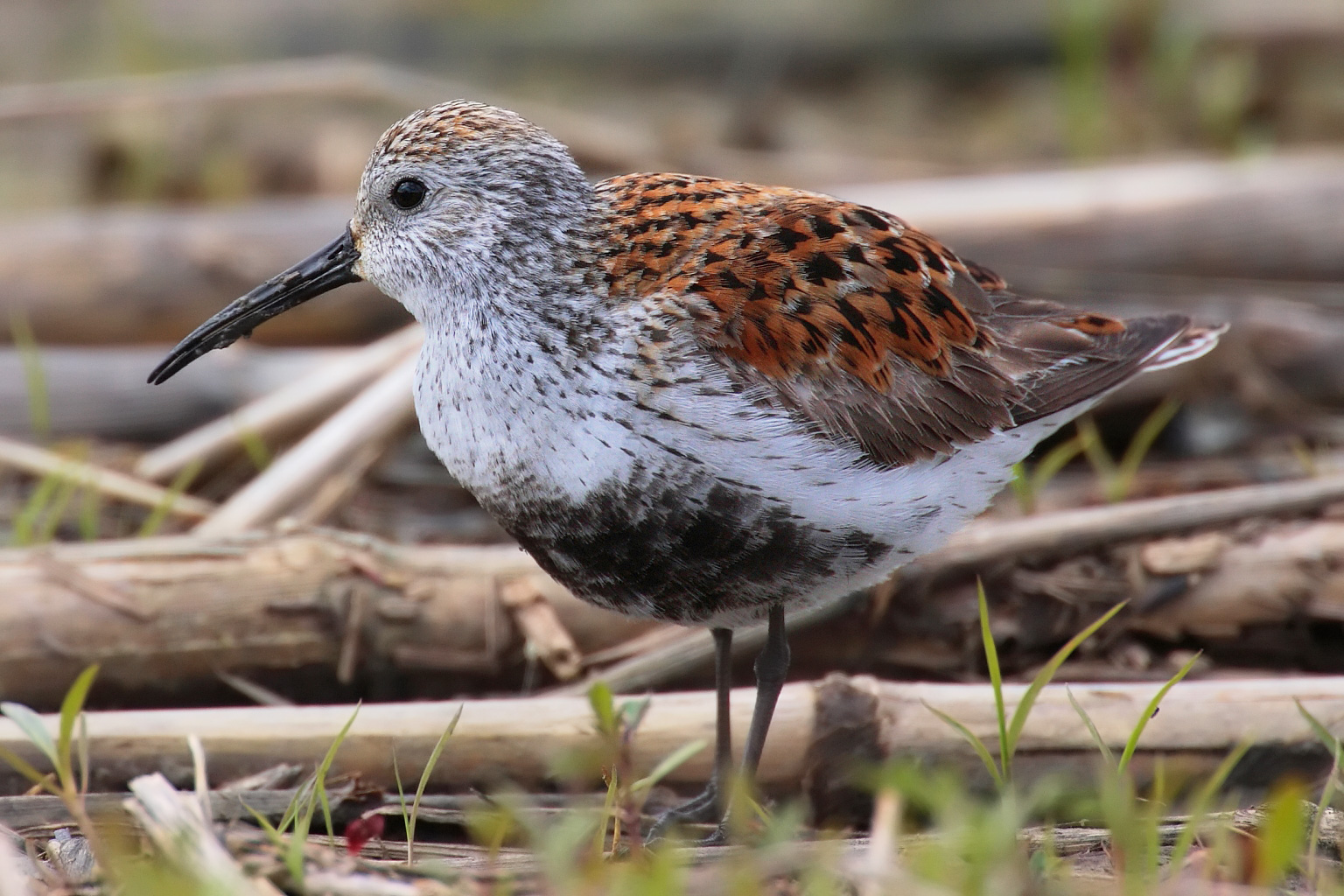
Penajul de vara

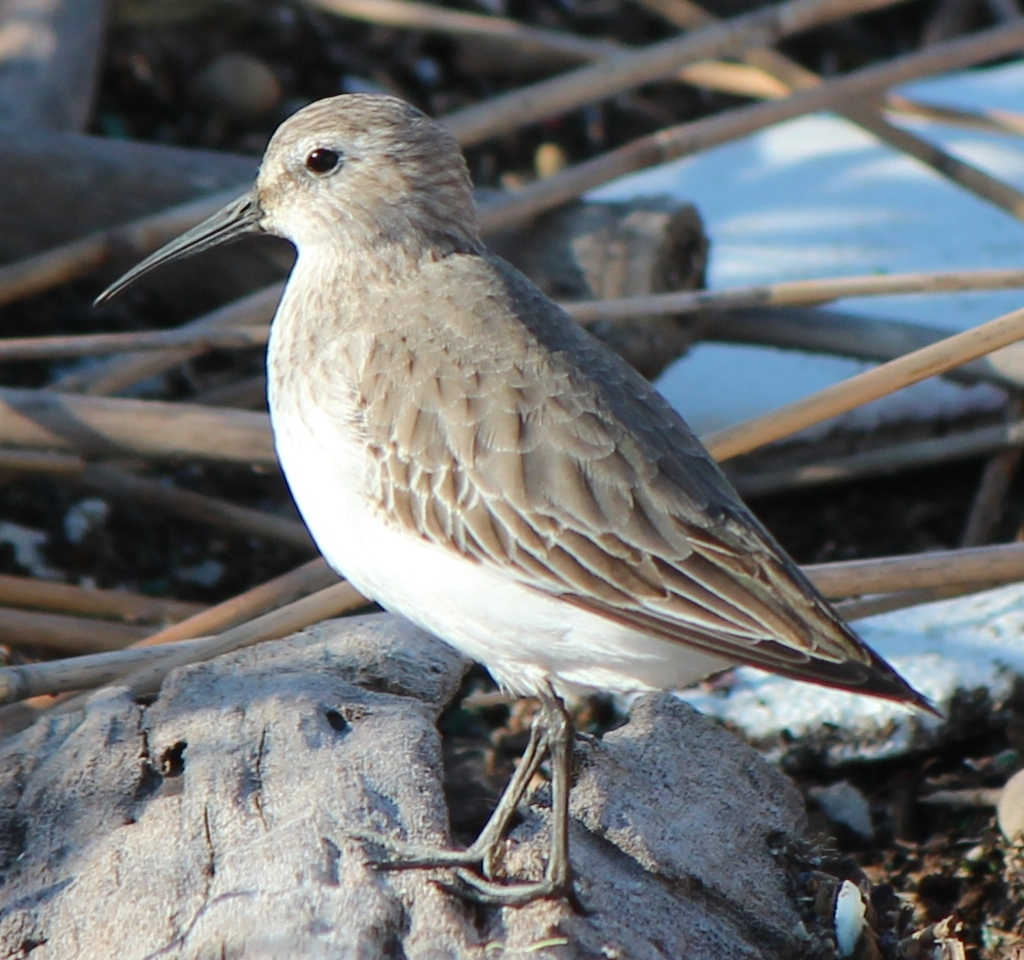
Penajul de iarnă

Au o lungime de 17–21 cm, anvergura aripilor 32–36 cm, greutatea 40-60 g.
Vara au abdomenul negru, spinare ruginiu-roșcată cu pete negre. În timpul iernii, abdomenul devine alb, spinare cenușie. În zbor se observă o bandă albă pe aripă și coada întunecată, cu laturile rădăcinii albe. Ciocul destul de lung este negru și ușor ușor curbat spre vârf. Picioarele de lungime medie sunt brune. Masculii și femelele arată la fel. Este ceva mai mare decât fugaciul mic și fugaciul pitic.

## Răspândirea geografică
Este răspândită circumpolar. Vara în timpul cuibăritului trăiește în tundra din regiunile arctice și subarctice din nordul Europei și Asiei, Alaska și în zona arctică canadiană. Păsările care cuibăresc în tundra eurasiatică migrează pe distanțe lungi și iernează în Africa, Peninsula Iberică, jurul Mării Mediterane, sud-vestul Asiei și Orientul Mijlociu. În timpul migrației spre sud pot fi găsite în număr mare pe litoralul și lângă apele din Europa. Păsările care cuibăresc în Alaska și în zona arctică canadiană migrează pe distanțe scurte spre litoral pacific și atlantic al Americii de Nord, iar cele care cuibăresc în nordul Alaskăi iernează și în Asia.

## Reproducerea

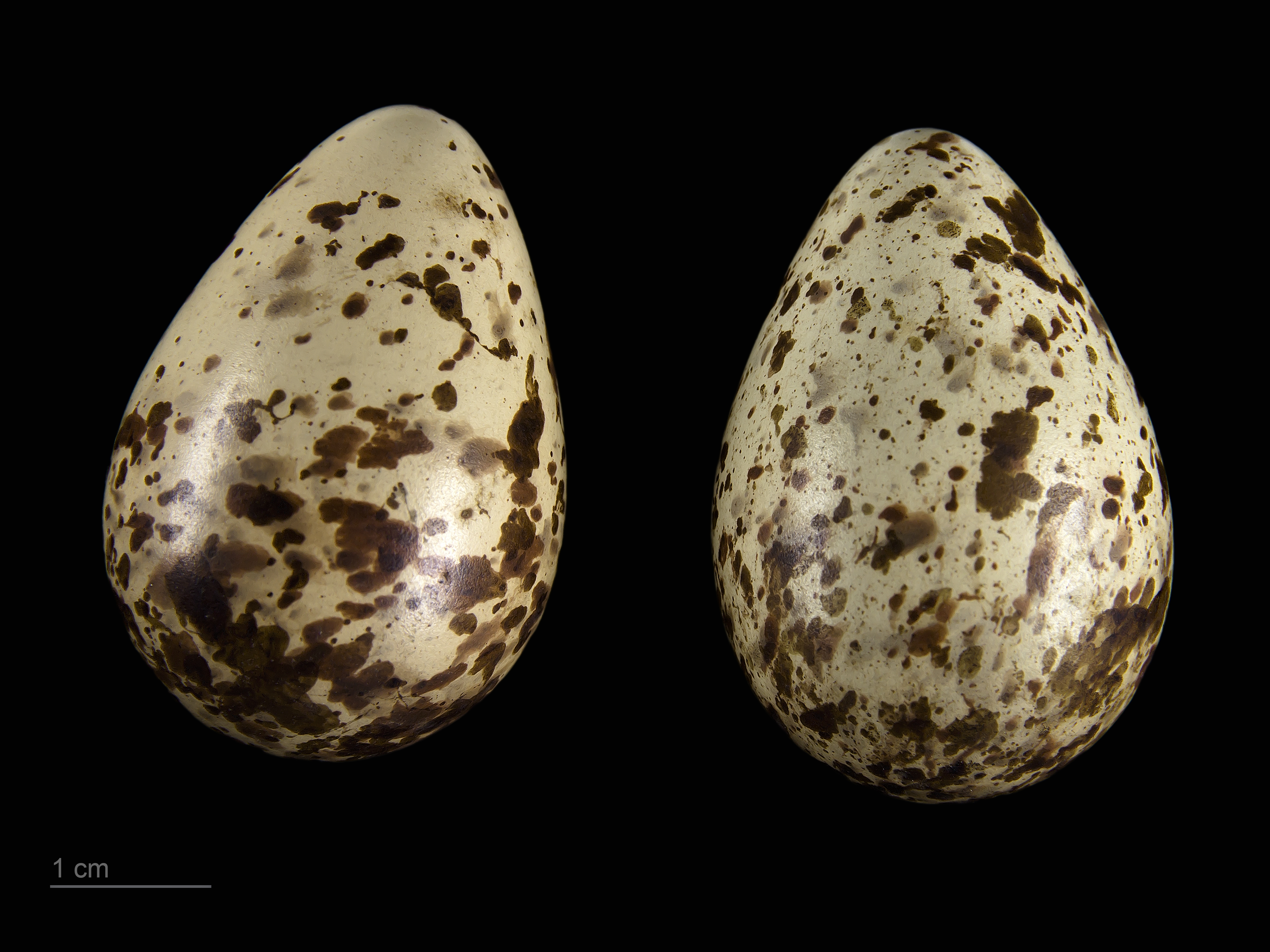
Calidris alpina alpina - MHNT

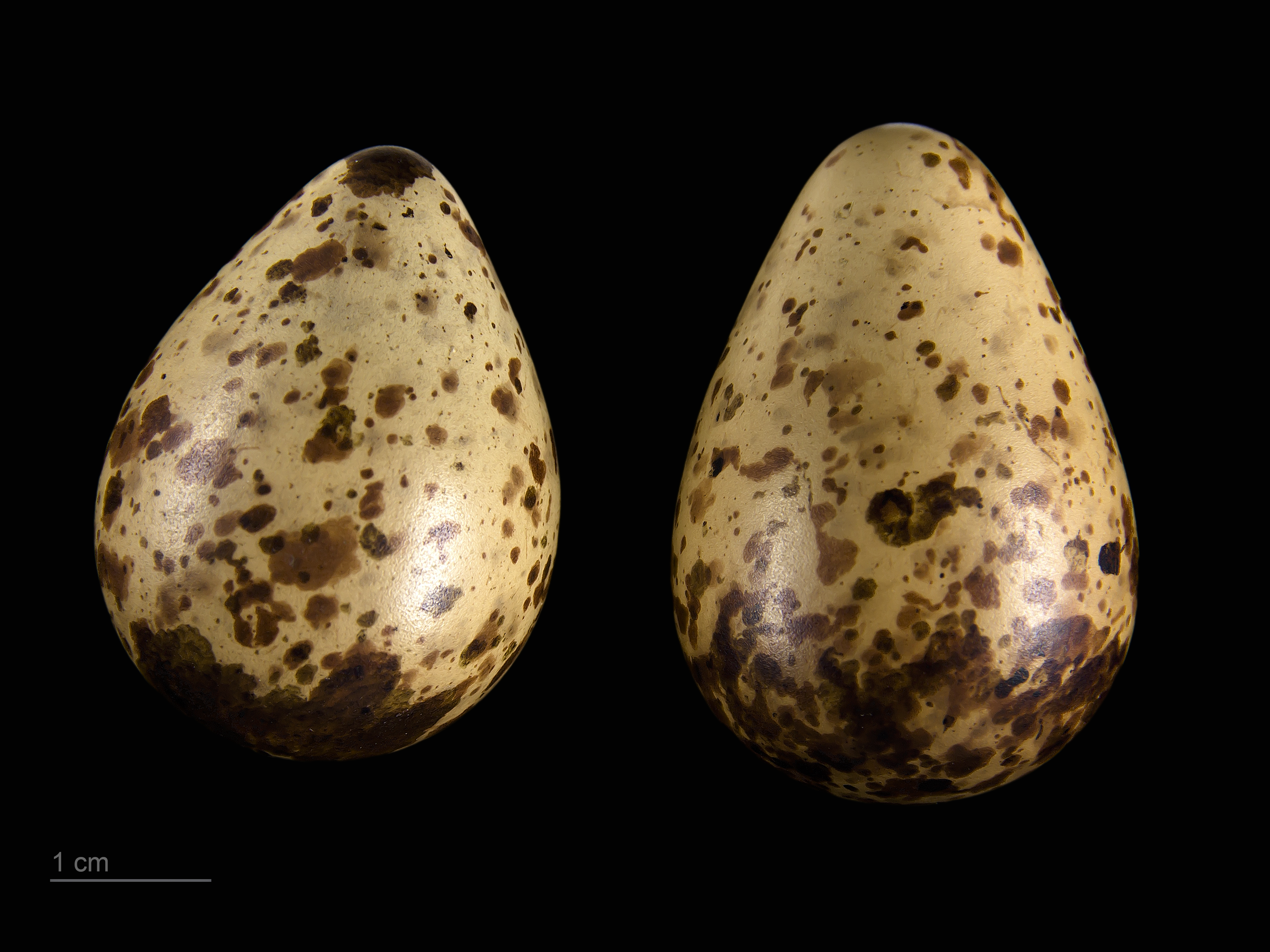
Calidris alpina schinzii - MHNT

Cuibul este simplu, ascuns în partea de sus cu iarbă și altă vegetație, căptușit cu frunze de salcie și este situat pe sol sau pe o ridicătură de teren. Depun 4 ouă, verzui-cafenii cu pete închise la culoare. Ambii părinți sunt implicați în îngrijirea puilor.

## Hrana
Se hrănesc cu nevertebrate (insecte și larvele lor, melci, viermi și crustacee mici), scormonind într-un loc, după care își iau zborul și o iau de la început într-un loc apropiat, o metodă distinctivă de a-și căuta hrana, permițând recunoașterea lor de departe.

## Cântecul
Emit un strigăt „tiip" sau „triip" nazal.

## Răspândirea și prezența în România
În România este o pasăre de pasaj întâlnită în special pe litoral și lângă apele dulci din Dobrogea, venind din tundra eurasiatică, unde cuibărește. Unele exemplare pot fi observate și peste vară, dar nu clocesc la noi. Mici stoluri rămân și iarna pe litoral românesc. În România este prezentă subspecia Calidris alpina alpina.

## Subspeciile și distribuția lor
1. Calidris alpina actites (Nechaev & Tomkovich, 1988) - cuibărește la nord de Sakhalin și iernează în estul Asiei;
2. Calidris alpina alpina (Linnaeus, 1758) - cuibărește în nordul Europei și nord-vestul Siberiei până la Enisei, iernează în vestul Europa, pe malul Mediteranei, în Africa și sud-vestul Asiei până în India;
3. Calidris alpina arctica (Schioler, 1922) - cuibărește în nord-estul Groenlandei și iernează în nord-vestul Africii;
4. Calidris alpina arcticola (Todd, 1953) - cuibărește în nordul și nord-vestul Alaskăi și nord-vestul Canadei, iernează în China, Coreea și Japonia;
5. Calidris alpina centralis (Buturlin, 1932) - cuibărește între Peninsula Taimyr și râul Kolâma
6. Calidris alpina hudsonia (Todd, 1953) - cuibărește din centrul și nordul Canadei până în Golful Hudson, iernează în sud-estul Statelor Unite.
7. Calidris alpina kistchinski (Tomkovich, 1986) - cuibărește din nordul Mării Okhotsk și sudul Koryakland până în nordul Kurilelor și Kamciatka, iernează în estul Asiei;
8. Calidris alpina pacifica (Coues, 1861) - cuibărește în vestul și sudul Canadei, iernează in vestul Statelor Unite și Mexic;
9. Calidris alpina sakhalina (Vieillot, 1816) - cuibărește în extrema de nord-est a Asiei, iernează în estul Chinei, Coreea, Japonia și Taiwan;
10. Calidris alpina schinzii (C. L. Brehm & Schilling, 1822) - cuibărește din sud-estul Groenlandei, Islanda și insulele britanice până în sudul Scandinaviei și Marea Baltică, iernează în sud-vestul Europei și nord-vestul Africii.